# Macon County (North Carolina)
 For alternative betydninger, se Macon County. (Se også artikler, som begynder med Macon County)
Macon County er et county i den sydvestlige del af delstaten North Carolina i USA. Ved folketællingen i 2010 var befolkningstallet 33.922. Det administrative centrum (county seat) er Franklin.
Macon County er sammen med Swain County hjemsted for Nantahala River, som er et af USA's mest populære steder at dyrke whitewater rafting.

## Historie
Det område, der i dag udgør Macon County, var før europæernes ankomst til Appalacherne kontrolleret af oprindelige amerikanere af cherokee-stammen. En af stammens vigtige landsbyer, Nikwasi, lå, hvor man i dag finder Franklin. I byen kan man stadig se den høj, hvor landsbyens rådshytte stod.
Efterhånden trængte flere og flere europæiske nybyggere ind i området. I 1828 blev countiet oprettet da den vestlige del af Haywood County blev udskilt fra dette county. Macon County fik navn efter Nathaniel Macon, en politiker, der havde repræsenteret North Carolina i Repræsentanternes Hus mellem 1791 og 1815 (han var formand for Huset mellem 1801 og 1807) og som medlem af Senatet fra 1815 til 1828. 
I 1839 blev den vestlige del af Macon County udskilt og blev til Cherokee County. I 1851 blev dele af Macon County slået sammen med dele af Haywood County og dannede Jackson County.

## Geografi
Macon County dækker et område på 1.346 km2, hvoraf 1.336 km2 er land og 10 km2 er vand.
Af landområdet i Macon County er 620 km2 eller ca. 46 % føderalt land, der ligger inden for grænserne af Nantahala National Forest og administreres af United States Forest Service. Countiets vigtigste kilde til ferskvand er Cullasaja River.

### Vandfald
Macon County er kendt for sine vandfald, hvoraf de fleste ligger i Nantahala Forest. De mest kendte vandfald er
- Cullasaja Falls et vandfald på Cullasaja River vest for Franklin ved US Highway 64. Faldene strækker sig over ca. 300 m, og den samlede højde angives forskelligt i forskellige kilder, men Google Earth angiver en højde på 42 m, mens fx NCWaterfalls.com anfører en højde på 77 m.[4]
- Dry Falls, også kendt som "Upper Culasaja Falls" er et vandfald på Cullasaja River. Det ligger nordvest for byen Highlands. Dry Falls er det øverste af en serie vandfald på floden, på en strækning af ca. 14 km. Det er muligt at gå bag vandfaldet, og i tørre perioder kan man gøre det forholdsvis tørskoet. Dry Falls ligger ved US Highway 64, ca. 25 km sydøst for Franklin.
- Bridal Veil Falls er et knap 14 m højt vandfald på en biflod til Culasaja River. Bridal Veil Falls er det eneste vandfald i North Carolina, hvor det er muligt at køre i bil bag vandfaldet på grund af den måde vejen er anlagt. Vandfaldet ligger ved US Highway 64 ca. 27 km sydøst for Franklin og 4 km nord for Highlands.
- Quarry Falls er et lille vandfald eller strømfald ved siden af US Highway 64 sydøst for Franklin. Det er bedst kendt for det dybe bassin for enden af faldet, som er et populært badested om sommeren.

### Tilgrænsende counties
- Swain County mod nord
- Jackson Count mod øst
- Rabun County i Georgia mod syd
- Cherokee County mod vest
- Graham County mod nordvest

### Byer
Der er to byer i Macon County
- Franklin, countiets administrative centrum
- Highlands

Desuden 14 unincorporated communities: Etna, Gneiss, Holly Springs, Iotla, Kyle, Leatherman, Oak Grove, Otto, Peek's Creek, Prentiss, Rainbow Springs, Scaly Mountain, og West's Mill.

## Demografi
I henhold til folketællingen fra 2010 var der 33.922 indbyggere i Macon County, en fremgang fra 29.811 i 2000 Lidt over 97 % var hvide, ingen andre racer var repræsenteret med over 1,5 %.
Ca. 20 % af befolkningen var under 18 og ca. 22,5 % var over 65.
Medianindkomsten for en husstand var $ 32.139 og for en familie $ 37.381. 12,6 % af befolkningen levede under den officielle fattigdomsgrænse.

## Eksterne referecer
- Officiel hjemmeside for Macon County

35°09′N 83°25′V / 35.15°N 83.42°V